# Scipione del Ferro
Scipione del Ferro va ser un matemàtic italià, que va ser el primer a resoldre l'equació cúbica.

## Vida
Fill de Floriano i Filippa Ferro, el seu pare es dedicava a la fabricació de paper, un negoci important a l'època següent al descobriment de la impremta. Va ser professor d'aritmètica i de geometria a la Universitat de Bolonya des de 1496 fins a la seva mort, excepte un any, el 1513, en què va ser professor a la Universitat de Venècia. En els últims anys de la seva vida també es va dedicar als negocis, com ho testimonien nombrosos documents notarials de l'època. La seva filla, Filippa com la mare, es va casar amb el matemàtic Aníbal dalla Nave, qui el va substituir com a professor a la universitat.

## Obra
No va publicar cap llibre ni es conserva cap manuscrit seu. Els seus manuscrits, que mai s'han trobat, foren heretats pel seu gendre, Aníbal dalla Nave, i pel seu deixeble, Antonio Maria del Fiore.
L'any 1534, Antonio Maria Fiore va desafiar Tartaglia a resoldre una sèrie de problemes que conduïen a una equació cúbica. Uns anys més tard, el 1543, Girolamo Cardano i el seu deixeble, Lodovico Ferrari, van viatjar a Bolonya, on dalla Nave els va mostrar un quadern de notes del seu sogre en el que hi havia les fórmules per a resoldre les equacions cúbiques del tipus {\displaystyle x^{3}+ax=b}. Aquestes notes estaven datades de 1505 o 1515, per tant resultava que del Ferro havia estat el primer a obtenir-les, però tot el procés va originar una agra disputa per la prioritat entre Cardano i Tartaglia.

### La resolució de la cúbica
Els matemàtics de l'època ja sabien que l'equació cúbica general es podia simplificar a un dels dos casos següents:
{\displaystyle x^{3}+ax=b}
{\displaystyle x^{3}=ax+b} per a {\displaystyle a},{\displaystyle b} i {\displaystyle x} nombres naturals.
El terme en {\displaystyle x^{2}} sempre es pot eliminar amb un canvi de variable: {\displaystyle x=x'+p} per una constant apropiada {\displaystyle p}.
Com que no sabem del cert quin és el mètode del Ferro, suposem que va utilitzar el fet que
{\displaystyle x={\sqrt {a+{\sqrt {b}}}}+{\sqrt {a-{\sqrt {b}}}}} resol l'equació {\displaystyle x^{2}=(2{\sqrt {a^{2}-b}})x+2a},
per conjecturar que {\displaystyle x={\sqrt[{3}]{a+{\sqrt {b}}}}+{\sqrt[{3}]{a-{\sqrt {b}}}}} també resol l'equació {\displaystyle x^{3}=(3{\sqrt[{3}]{a^{2}-b}})x+2a}.
El que va resultar ser cert.
Aleshores, amb una substitució de paràmetres adequada, es pot obtenir la solució de la primera de les equacions del començament:
{\displaystyle {\sqrt[{3}]{{\frac {b}{2}}+{\sqrt {{\frac {b^{2}}{4}}+{\frac {a^{3}}{27}}}}}}+{\sqrt[{3}]{{\frac {b}{2}}-{\sqrt {{\frac {b^{2}}{4}}+{\frac {a^{3}}{27}}}}}}}
No se sap si del Ferro va resoldre els dos casos o no.
Cardano, en la seva Ars Magna (publicada el 1545), diu que va ser del Ferro el primer a resoldre la cúbica, i que el seu mètode és el mètode de del Ferro.